# Röyniö
Röyniö är en ö i Finland. Den ligger i sjön Näsijärvi och i kommunen Ylöjärvi i den ekonomiska regionen Tammerfors och landskapet Birkaland, i den södra delen av landet, 190 km norr om huvudstaden Helsingfors. Öns area är 2,3 hektar och dess största längd är 250 meter i sydväst-nordöstlig riktning.